# Episodi di Baku Tech! Bakugan
Questa è la lista degli episodi dell'anime Baku Tech! Bakugan.
L'adattamento anime è stato trasmesso dal 7 aprile 2012 al 30 marzo 2013 su TV Tokyo per un totale di 51 episodi. Una seconda stagione è andata in onda sulla medesima rete dal 6 aprile al 28 dicembre 2013 per 39 episodi.

## Lista episodi

### Prima stagione
| Nº | Giapponese 「Kanji」 - Rōmaji                                | In onda           | In onda |
| Nº | Giapponese 「Kanji」 - Rōmaji                                | Giapponese        |         |
| 1  | 「クリティカルK.O!」 - Kuritikaru KO!                        | 7 aprile 2012     |         |
| 2  | 「相棒はドラガオン!」 - Aibou wa Doragaon                    | 14 aprile 2012    |         |
| 3  | 「シュートをきわめろ!」 - Shūto wo kiwamero                  | 21 aprile 2012    |         |
| 4  | 「グリフ兄弟!」 - Gurifu kyōdai!                             | 28 aprile 2012    |         |
| 5  | 「シャドウ三獣士!」 - Shadō Sanjūshi!                        | 5 maggio 2012     |         |
| 6  | 「キルトの神殿!」 - Kiruto no shinden!                       | 12 maggio 2012    |         |
| 7  | 「零ムニキス!」 - Zero Munikisu!                             | 19 maggio 2012    |         |
| 8  | 「ドラガオン進化!」 - Doragaon shinka!                       | 26 maggio 2012    |         |
| 9  | 「謎のマスター・ジョウ!」 - Nazo no Masutā Jō!               | 2 giugno 2012     |         |
| 10 | 「忍法毒バリの術!」 - Ninpō doku bari no jutsu!              | 9 giugno 2012     |         |
| 11 | 「柔よく剛を制す!」 - Jūyokugō wo seisu!                     | 16 giugno 2012    |         |
| 12 | 「自己進化爆丸!」 - Jiko shinka Bakugan!                     | 23 giugno 2012    |         |
| 13 | 「幻惑のムニキス!」 - Genwaku no Munikisu!                   | 30 giugno 2012    |         |
| 14 | 「伝説の降臨!」 - Densetsu no kōrin!                         | 7 luglio 2012     |         |
| 15 | 「統タヴァネル」 - Zekusu Tabaneru                           | 14 luglio 2012    |         |
| 16 | 「ザクロ襲来!」 - Zakuro shūrai!                             | 21 luglio 2012    |         |
| 17 | 「骸スカルス!」 - Bōn sukarusu!                              | 28 luglio 2012    |         |
| 18 | 「帝シヴァクの呪い!」 - Jio Shivaku no noroi!                | 4 agosto 2012     |         |
| 19 | 「パワーバトル!」 - Pawa Batoru!                             | 11 agosto 2012    |         |
| 20 | 「キング・ハロ!」 - Kingu Haro!                              | 18 agosto 2012    |         |
| 21 | 「鳳ガノレーダ!」 - Ji Ganoreda!                             | 25 agosto 2012    |         |
| 22 | 「爆スロン DX!」 - Bakusuron DX!                             | 1º settembre 2012 |         |
| 23 | 「ファルコ対レオネス!」 - Faruko tai Reonesu!                | 8 settembre 2012  |         |
| 24 | 「悪魔はふたたび!」 - Akuma wa futatabi!                     | 15 settembre 2012 |         |
| 25 | 「ほえろ!護レオネス!」 - Hoero! Sirudo Reonesu!              | 22 settembre 2012 |         |
| 26 | 「爆丸道場分裂!」 - Bakugan dōjō bunretsu!                   | 29 settembre 2012 |         |
| 27 | 「超万能爆丸!」 - Chō ban'nō Bakugan!                        | 6 ottobre 2012    |         |
| 28 | 「無敵のグリフ旋風!」 - Muteki no Gurifu senpū!              | 13 ottobre 2012   |         |
| 29 | 「反撃開始!」 - Hangeki kaishi!                              | 20 ottobre 2012   |         |
| 30 | 「友情のメタルパーツ!」 - Yūjō no Metaru Pātsu!              | 27 ottobre 2012   |         |
| 31 | 「陣ドグマ!」 - Hagā Doguma!                                 | 27 ottobre 2012   |         |
| 32 | 「扇ドミル!」 - Win Domiru!                                  | 10 novembre 2012  |         |
| 33 | 「統風メタルソール!」 - Windo Metaru Soru!                   | 17 novembre 2012  |         |
| 34 | 「二つの顔の爆丸!」 - Futatsu no kao no Bakugan!             | 24 novembre 2012  |         |
| 35 | 「オドス対ダブリュ！」 - Odosu tai Daburyu!                  | 1º dicembre 2012  |         |
| 36 | 「その名はミスター・アップ！」 - Sono Na wa Misuta Appu!     | 8 dicembre 2012   |         |
| 37 | 「突（カチア）ゲルの衝撃！」 - Kachia Geru no shougeki!      | 15 dicembre 2012  |         |
| 38 | 「ゲルアッパー!」 - Geru Appa!                               | 22 dicembre 2012  |         |
| 39 | 「その名はミスター・ダウン！」 - Sono na wa Misuta Daun!     | 30 dicembre 2012  |         |
| 40 | 「青い烈風、斬（ブッタ）ギル！」 - Aoi Reppu, Butta Giru!    | 12 gennaio 2013   |         |
| 41 | 「ガチ爆とは！」 - Gachi Baku towa!                          | 19 gennaio 2013   |         |
| 42 | 「ガチ爆スタート!」 - Gachi Baku Sutāto!                     | 26 gennaio 2013   |         |
| 43 | 「覇(シス)タヴァネル対ザクロ!」 - Shisu Tabaneru tai Zakuro! | 2 febbraio 2013   |         |
| 44 | 「荒野のガチ爆!」 - Kōya no gachi Baku!                      | 9 febbraio 2013   |         |
| 45 | 「脅威の覇メタル!」 - Kyōi no Shisu Metaru!                  | 16 febbraio 2013  |         |
| 46 | 「６（ろく）メタル」 - Roku Metaru!                          | 23 febbraio 2013  |         |
| 47 | 「ガチ爆特訓！」 - Gachi Baku tokkun!                        | 2 marzo 2013      |         |
| 48 | 「シス）タヴァネル襲撃！」 - Shisu Tabaneru shuugeki!!       | 9 marzo 2013      |         |
| 49 | 「メタル狩り！」 - Metaru Kari!                              | 16 marzo 2013     |         |
| 50 | 「未来を守れ!」 - Mirai o mamore!                            | 23 marzo 2013     |         |
| 51 | 「いけ! 天(ライズ)ドラガオン!」 - Ike! Raizu Doragaon!       | 30 marzo 2013     |         |

### Seconda stagione
| Nº | Giapponese 「Kanji」 - Rōmaji                                                    | In onda           | In onda |
| Nº | Giapponese 「Kanji」 - Rōmaji                                                    | Giapponese        |         |
| 1  | 「タヴァネルカップ開幕!」 - Tavaneru Kappu kaimaku!                              | 6 aprile 2013     |         |
| 2  | 「轟ガリュウ！」 - Go Garyu!                                                     | 13 aprile 2013    |         |
| 3  | 「魔弾の瞬（ガガ）ホルス！」 - Madan no Gaga Horusu!                             | 20 aprile 2013    |         |
| 4  | 「化合(バインド)!」 - Baindo!                                                    | 27 aprile 2013    |         |
| 5  | 「轟ホルス!」 - Gō Horusu!                                                       | 4 maggio 2013     |         |
| 6  | 「準決勝！ライチ対ニビル!」 - Junkesshou! Raichi tai Nibiru!                     | 11 maggio 2013    |         |
| 7  | 「瞬（ガガ）ガリュウ！」 - Gaga Garyu!                                           | 18 maggio 2013    |         |
| 8  | 「処刑台の幻(ホロ)ムニキス」 - Shōkei no Horo Munikis!                           | 25 maggio 2013    |         |
| 9  | 「再会! ハロ兄!」 - Saikai! Haro nii!                                            | 1º giugno 2013    |         |
| 10 | 「ピヨ～ン! 羅(バリ)ビヨンド!」 - Piyon! Bari Biyondo!                           | 8 giugno 2013     |         |
| 11 | 「データを超えたバトル!」 - Dēta o koeta batoru!                                 | 15 giugno 2013    |         |
| 12 | 「天（ライズ）ドラガオンの最期！」 - Raizu Doragaon no saigo!                    | 22 giugno 2013    |         |
| 13 | 「異次元進化! ドラガオン!」 - Ijigen shinka! Doragaon!                           | 29 giugno 2013    |         |
| 14 | 「初陣! 士(じげん)ドラガオン!」 - Uijin! Jigen Doragaon!                         | 6 luglio 2013     |         |
| 15 | 「嵐を呼ぶ決勝戦！」 - Arashi o yobu kesshōsen!                                  | 13 luglio 2013    |         |
| 16 | 「ドラガオン！二次元！（にのじげん）」 - Doragaon! Ni no jigen!                  | 20 luglio 2013    |         |
| 17 | 「決着！覇（シス）タヴァネル！」 - Kecchaku! Shisu Tavaneru!                     | 27 luglio 2013    |         |
| 18 | 「対決！バトルフィールド極！」 - Taiketsu! Batorufīrudo kiwami!                  | 3 agosto 2013     |         |
| 19 | 「怪談！ガチ爆々淵！」 - Kaiden! Gachi Baku Baku fuchi!                          | 10 agosto 2013    |         |
| 20 | 「ビリビリ！磁（ジバ）フドウ！」 - Biribiri! Jiba Fudō!                          | 17 agosto 2013    |         |
| 21 | 「強敵！エレック！」 - Kiyōteki! Erekku!                                         | 24 agosto 2013    |         |
| 22 | 「爆TECH！ダブルマグネット！」 - BakuTECH! Daboru Magunetto!                     | 31 agosto 2013    |         |
| 23 | 「超（デカ）爆丸ドラスロン！」 - Deka Bakugan Dorasuron!                         | 7 settembre 2013  |         |
| 24 | 「変形！超（デカ）ドラゴンモード！」 - Henkei! Deka Doragon Mōdo                 | 14 settembre 2013 |         |
| 25 | 「リベンジ！電撃の魔人！」 - Ribenji! Dengeki no majin!                          | 21 settembre 2013 |         |
| 26 | 「究極変形！四次元！（よんのじげん）」 - Kyūkyoku henkei! Yon no jigen           | 28 settembre 2013 |         |
| 27 | 「仮面の挑戦者！」 - Kamen no chōsensha!                                         | 5 ottobre 2013    |         |
| 28 | 「８メタル！滅（サンズ）ホロヴォス！」 - Eito Metaru! Sanzu Horobos!             | 12 ottobre 2013   |         |
| 29 | 「激闘！ライチ対ザクロ！」 - Gekitō! Raichi tai Zakuro!                          | 19 ottobre 2013   |         |
| 30 | 「暴走！タツマドラスロン！」 - Bōsō! Tatsuma Dorasuron!                          | 26 ottobre 2013   |         |
| 31 | 「新型レオネス・ファルコ誕生！」 - Shingata Reonesu Faruko tanjō!                | 2 novembre 2013   |         |
| 32 | 「兄弟爆丸の秘密！」 - Kyōdai Bakugan no himitsu!!                               | 9 novembre 2013   |         |
| 33 | 「剛力！将（ラショウ）レオネス！」 - Gōriki! Rashō Reonesu!                      | 16 novembre 2013  |         |
| 34 | 「超力！皇（オウガ）ファルコ！」 - Chōriki! Ouga Faruko!                         | 23 novembre 2013  |         |
| 35 | 「大逆転！轟（ゴウ）ドラガオン！」 - Dai gyakuten! Gō Doragaon!                  | 30 novembre 2013  |         |
| 36 | 「復活のライチ！ゼータムニキス登場！」 - Fukkatsu no Raichi! Zēta Munikisu tōjō! | 7 dicembre 2013   |         |
| 37 | 「プッシュプッシュ！押（オス）プレス！！」 - Pusshu Pusshu! Osu puresu!          | 14 dicembre 2013  |         |
| 38 | 「激突！春晴対ライチ！」 - Gekitotsu! Harubaru tai Raichi!                       | 21 dicembre 2013  |         |
| 39 | 「いけ！士（ジゲン）ドラガオン！」 - Ike! Jigen Doragaon!                        | 28 dicembre 2013  |         |